# Rasahus thoracicus
Rasahus thoracicus är en insektsart som beskrevs av Carl Stål 1872. Rasahus thoracicus ingår i släktet Rasahus och familjen rovskinnbaggar. Inga underarter finns listade i Catalogue of Life.